# 電腦蠕蟲
電腦蠕蟲（英語：computer worm）与電腦病毒相似，是一种能够自我复制的電腦程式。以蠕虫指称可以自我复制的程序，最早来自约翰·布鲁纳1975年的小说《电波骑士》。

## 历史
“蠕虫”一词最早出现在约翰·布鲁纳（John Brunner）1975年的小说《电波骑士》（The Shockwave Rider）中。在小说中，尼古拉斯·哈夫林格(Nicholas Haflinger)设计并引爆了一种收集数据的蠕虫，以报复那些运营着全国电子信息网、诱导大众从众心理的权力者。
史上第二个电脑蠕虫被其创建者雷·汤姆林森（Ray Tomlinson）命名为“死神”，且被设计成杀毒软件，用于在阿帕网中进行自我复制，并删除爬行者程序(1971年的第一个计算机蠕虫)。
1988年11月2日，康奈尔大学计算机科学研究生罗伯特·塔潘·莫里斯（Robert Tappan Morris）释放了后来被称为“莫里斯蠕虫”（Morris worm）的病毒，预估在所有连网的计算机中，有1/10倍被扰乱。在莫里斯的上诉过程中，美国上诉法院预估每个装置需要花费200美元到5.3万美元来移除蠕虫。莫里斯蠕虫促使CERT协调中心和Phage邮件列表的诞生，而莫里斯本人也成为第一个根据1986年《计算机欺诈和滥用法案》而受审，并被定罪的人。

## 传播过程
電腦蠕蟲的传播过程：蠕虫程序常驻于一台或多台机器中，通常它会扫描其他机器是否有感染同种電腦蠕蟲，如果沒有，就会通过其內建的传播手段进行感染，以达到使计算机瘫痪的目的。其通常会以宿主机器作为扫描源。通常采用：垃圾邮件、漏洞传播这2种方法来传播

## 工作机理
与電腦病毒不同的是，電腦蠕蟲不需要附在别的程序内，可以不用使用者介入操作也能自我複製或執行。電腦蠕蟲未必會直接破壞被感染的系統，卻幾乎都對網路有害。電腦蠕蟲可能會执行垃圾代码以发动分散式阻斷服務攻擊，令计算机的执行效率极大程度降低，从而影響電腦的正常使用；可能會損毀或修改目標電腦的檔案；亦可能只是浪費頻寬。（惡意的）電腦蠕蟲可根据其目的分成2類：
- 一种是面对大规模计算机使用网络发动拒绝服务的電腦蠕蟲，雖說會綁架電腦，但使用者可能還可以正常使用，只是會被占用一部份運算、連網能力。
- 另一种是针对个人用户的以执行大量垃圾代码的電腦蠕蟲。電腦蠕蟲多不具有跨平台性，但是在其他平台下，可能会出现其平台特有的非跨平台性的平台版本。第一个被广泛注意的電腦蠕蟲名为：“莫里斯蠕虫”，由罗伯特·泰潘·莫里斯编写，于1988年11月2日释出第一个版本。这个電腦蠕蟲间接和直接地造成了近1亿美元的损失。这个電腦蠕蟲释出之后，引起了各界对電腦蠕蟲的广泛关注。

## 反应用
有部分检测器借鉴了電腦蠕蟲的设计理念，它的工作机理是：扫描目标机器是否有漏洞然后再施加补丁的检测器。

## 善意的電腦蠕蟲
在衝擊波蠕蟲所使用的RPCSS漏洞被发现一段时间后，网路上出现了一个名为Waldec的蠕虫，该蠕虫会自动帮助未修复该漏洞的用户打上补丁。不过，该蠕虫也会大量消耗网络带宽，与“恶意”蠕虫对网络有差不多的效果。

## 著名的電腦蠕蟲
- 反核蠕蟲（1989年）
- ILOVEYOU（2000年）
- 衝擊波蠕蟲（2003年）
- 震盪波蠕蟲（2004年）
- 狙击波蠕虫（2005年）
- 熊貓燒香（2006年）
- Conficker（2008年）
- Sql蠕虫王
- WannaCry（2017年 5月）

## 參閱
- 電腦病毒
- 知名病毒及蠕蟲的歷史年表
- 僵尸网络